# Sándor Sik

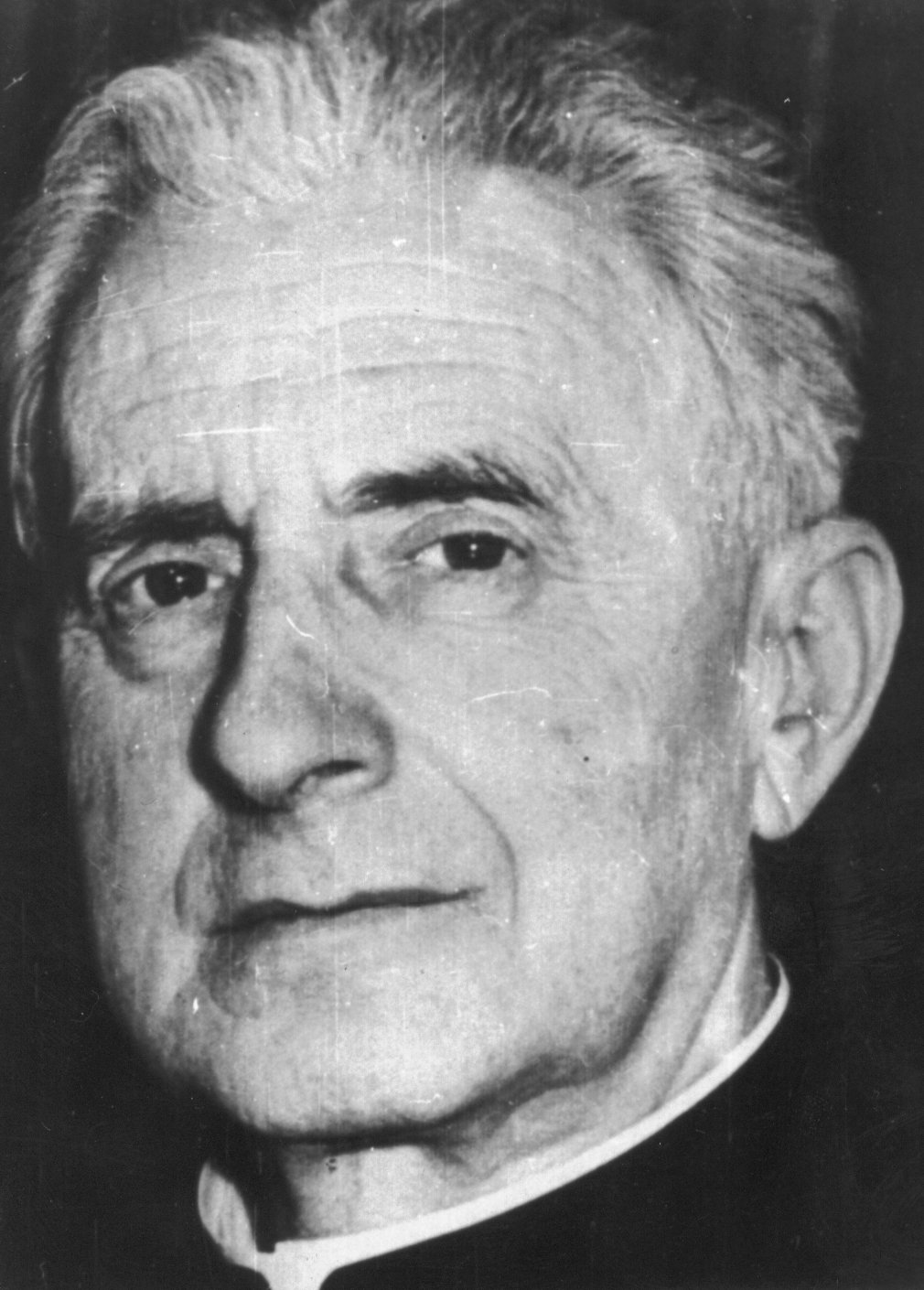
Sándor Sik.

Sándor Sik, född 1889, död 1963, var en ungersk författare och präst, en betydande representant för den nykatolska diktningen i Ungern.
Sik var från 1930 professor i ungersk litteratur vid Szegeds universitet. Från 1948 var han Piaristordens högste företrädare i Ungern. Han gav ut den katolska tidskriften Vigilia. Förutom hans diktning rönte också hans historiska dramer och mysteriespel stor framgång.